# Obliquogobius
Obliquogobius là một chi của Họ Cá bống trắng

## Các loài
Chi này hiện hành có các loài sau đây được ghi nhận:
- Obliquogobius cirrifer Shibukawa & Aonuma, 2007
- Obliquogobius cometes (Alcock, 1890)
- Obliquogobius fluvostriatus I. S. Chen, Jaafar & K. T. Shao, 2012[2]
- Obliquogobius megalops Shibukawa & Aonuma, 2007
- Obliquogobius turkayi Goren, 1992
- Obliquogobius yamadai Shibukawa & Aonuma, 2007